# Трудовий договір
Трудови́й догові́р — договір між працівником і роботодавцем, установи, організації або уповноваженим ним органом (далі власник), за яким працівник зобов'язується виконувати роботу, визначену цією угодою з підпорядкуванням внутрішньому трудовому розпорядку, а власник — виплачувати працівникові заробітну плату і забезпечувати умови праці, необхідні для виконання роботи, передбачені законодавством про працю, колективним договором й угодою сторін.
Працівник має право реалізувати свої здібності до продуктивної і творчої праці шляхом укладення трудового договору на одному або одночасно на декількох підприємствах, в установах, організаціях, якщо інше не передбачене законодавством, колективним договором або угодою сторін.
Відповідно до Конституції України будь-яке пряме або непряме обмеження прав чи встановлення прямих або непрямих переваг при укладенні, зміні та припиненні трудового договору залежно від походження, соціального і майнового стану, расової та національної належності, статі, мови, політичних поглядів, релігійних переконань, членства у професійній спілці чи іншому об'єднанні громадян, роду і характеру, занять, місця проживання не допускається.
Вимоги щодо віку, рівня освіти, стану здоров'я працівника можуть встановлюватись законодавством України.

## Види трудового договору
Трудовий договір може бути:
1) безстроковим, що укладається на невизначений строк;
2) на визначений строк, встановлений за погодженням сторін;
3) таким, що укладається на час виконання певної роботи.
Строковий трудовий договір укладається у випадках, коли трудові відносини не можуть бути встановлені на невизначений строк з урахуванням характеру наступної роботи, або умов її виконання, або інтересів працівника та в інших випадках, передбачених законодавчими актами.
Трудовий договір укладається, як правило, в письмовій формі, і також за вимогою працівника

## Складання трудового договору
Додержання письмової форми є обов'язковим:
- при організованому наборі працівників;
- при укладенні трудового договору про роботу в районах з особливими природними географічними і геологічними умовами та умовами підвищеного ризику для здоров'я;
- при укладенні контракту;
- у випадках, коли працівник наполягає на укладенні трудового договору у письмовій формі;
- при укладенні трудового договору з неповнолітнім;
- при укладенні трудового договору з фізичною особою;
- в інших випадках, передбачених законодавством України.

При укладенні трудового договору громадянин зобов'язаний подати:
- паспорт або інший документ, що посвідчує особу;
- копію довідки про присвоєння ідентифікаційного коду;
- трудову книжку;
- у випадках, передбачених законодавством, також:
  - документ про освіту (спеціальність, кваліфікацію);
  - довідку про стан здоров'я;
  - інші документи.

Укладення трудового договору оформляється наказом чи розпорядженням власника або уповноваженого ним органу про зарахування працівника на роботу.
Трудовий договір вважається укладеним і тоді, коли наказу чи розпорядження не було видано, але працівника фактично було допущено до роботи.
Особі, запрошеній на роботу в порядку переведення з іншого підприємства, установи, організації за погодженням між керівниками підприємств, установ, організацій, не може бути відмовлено в укладенні трудового договору.
Забороняється укладення трудового договору з громадянином, якому за медичним висновком запропонована робота протипоказана за станом здоров'я.
У разі укладення трудового договору між працівником і фізичною особою фізична особа повинна у тижневий строк з моменту фактичного допущення працівника до роботи зареєструвати укладений у письмовій формі трудовий договір у державній службі зайнятості за місцем свого проживання у порядку, визначеному Міністерством праці та соціальної політики України.
При укладенні трудового договору забороняється вимагати від осіб, які влаштовуються на роботу, відомості про їх партійну і національну приналежність, походження, прописку та документи, подання яких не передбачено законодавством.
Власник вправі запроваджувати обмеження щодо спільної роботи на одному і тому ж підприємстві, в установі, організації осіб, які є близькими родичами чи свояками (батьки, подружжя, брати, сестри, діти, а також батьки, брати, сестри і діти подружжя), якщо у зв'язку з виконанням трудових обов'язків вони безпосередньо підпорядковані або підконтрольні один одному.
На підприємствах, в установах, організаціях державної форми власності порядок запровадження таких обмежень встановлюється законодавством.
При укладенні трудового договору може бути обумовлене угодою сторін випробування з метою перевірки відповідності працівника роботі, яка йому доручається. Умова про випробування повинна бути обумовлена в наказі (розпорядженні) про прийняття на роботу.
В період випробування на працівників поширюється законодавство про працю.
Випробування не встановлюється при прийнятті на роботу:
- осіб, які не досягли вісімнадцяти років;
- молодих робітників після закінчення професійних навчальних закладів;
- молодих спеціалістів після закінчення вищих навчальних закладів;
- осіб, звільнених у запас з військової чи альтернативної (невійськової) служби;
- інвалідів, направлених на роботу відповідно до рекомендації медико-соціальної експертизи.

Випробування не встановлюється також при прийнятті на роботу в іншу місцевість і при переведенні на роботу на інше підприємство, в установу, організацію, а також в інших випадках, якщо це передбачено законодавством.
Строк випробування при прийнятті на роботу, якщо інше не встановлено законодавством України, не може перевищувати трьох місяців, а в окремих випадках, за погодженням з відповідним виборним органом первинної профспілкової організації, — шести місяців.
Строк випробування при прийнятті на роботу робітників не може перевищувати одного місяця.
Якщо працівник в період випробування був відсутній на роботі у зв'язку з тимчасовою непрацездатністю або з інших поважних причин, строк випробування може бути продовжено на відповідну кількість днів, протягом яких він був відсутній.
Коли строк випробування закінчився, а працівник продовжує працювати, то він вважається таким, що витримав випробування, і наступне розірвання трудового договору допускається лише на загальних підставах.
Якщо протягом строку випробування встановлено невідповідність працівника роботі, на яку його прийнято, власник або уповноважений ним орган протягом цього строку вправі розірвати трудовий договір. Розірвання трудового договору з цих підстав може бути оскаржене працівником в порядку, встановленому для розгляду трудових спорів у питаннях звільнення.
До початку роботи за укладеним трудовим договором власник або уповноважений ним орган зобов'язаний: 
1. роз'яснити працівникові його права і обов'язки та проінформувати під розписку про умови праці, наявність на робочому місці, де він буде працювати, небезпечних і шкідливих виробничих факторів, які ще не усунуто, та можливі наслідки їх впливу на здоров'я, його права на пільги і компенсації за роботу в таких умовах відповідно до чинного законодавства і колективного договору;
2. ознайомити працівника з правилами внутрішнього трудового розпорядку та колективним договором;
3. визначити працівникові робоче місце, забезпечити його необхідними для роботи засобами;
4. проінструктувати працівника з техніки безпеки, виробничої санітарії, гігієни праці і протипожежної охорони.

## Контрактна форма трудового договору
Особливою формою трудового договору є контракт, сфера застосування якого визначається нормативно-правовими актами України.
Відповідно до Кодексу законів про працю України контракт є особливою формою трудового договору, в якому строк його дії, права, обов'язки і відповідальність сторін (у тому числі матеріальна), умови матеріального забезпечення та організації праці працівника, умови розірвання договору можуть встановлюватися угодою сторін.
Прийняття на роботу працівників шляхом укладення з ними контракту власником або уповноваженим ним органом, громадянином (надалі — роботодавець) може здійснюватись у випадках, прямо передбачених законами.
Контракт, як особлива форма трудового договору, повинен спрямовуватися на забезпечення умов для проявлення ініціативності та самостійності працівника, враховуючи його індивідуальні здібності й професійні навички, підвищення взаємної відповідальності сторін, правову і соціальну захищеність працівника.
Роботодавець зобов'язаний забезпечувати конфіденційність умов контракту.
Особи, які за своїми службовими обов'язками мають доступ до інформації, зафіксованої в контракті, не вправі її розголошувати.
Вимоги конфіденційності не поширюються на умови контракту, що регулюються чинним законодавством, та по відношенню до органів, які здійснюють контроль за їх додержанням.
Контракт укладається у письмовій формі і підписується роботодавцем та працівником, якого приймають (наймають) на роботу за контрактом.
Контракт оформляється у двох примірниках, що мають однакову юридичну силу і зберігаються у кожної із сторін контракту.
За згодою працівника копію укладеного з ним контракту може бути передано профспілковому чи іншому органу, уповноваженому працівником представляти його інтереси, для здійснення контролю за додержанням умов контракту.
Контракт набуває чинності з моменту його підписання або з дати, визначеної сторонами у контракті, і може бути змінений за згодою сторін, складеною у письмовій формі. Він є підставою для видання наказу (розпорядження) про прийняття працівника на роботу з дня, встановленого у контракті за згодою сторін.
У контракті передбачаються:
- обсяги пропонованої роботи та вимоги до якості і строків її виконання;
- строк дії контракту, права, обов'язки та взаємна відповідальність сторін;
- умови оплати й організації праці;
- підстави припинення та розірвання контракту;
- соціально-побутові та інші умови, необхідні для виконання взятих на себе сторонами зобов'язань, з урахуванням специфіки роботи, професійних особливостей та фінансових можливостей підприємства, установи, організації чи роботодавця.

Трудова функція — це робота, про виконання якої домовилися працівник і власник. Сторони трудового договору самостійно встановлюють той обсяг робіт, який виконуватиме працівник, у тому числі й за кількома спеціальностями і посадами. Додатковими умовами при укладенні трудового договору, які залежать від волі сторін, можуть бути умови про встановлення випробування, неповного робочого часу, про соціально-побутові умови тощо.
Умови трудового договору, що погіршують становище працівника порівняно з законодавством про працю, недійсні (ст. 9 КЗпП України). Відповідно до ст. 21 цього Кодексу працівник має право реалізувати свої здібності до продуктивної і творчої праці шляхом укладення трудового договору як на одному, так і водночас на кількох підприємствах, в установах і організаціях (якщо інше не передбачене законодавством, колективним договором чи угодою сторін), тобто за сумісництвом.
Праця за сумісництвом регулюється постановою Кабінету Міністрів України «Про роботу за сумісництвом працівників державних підприємств, установ і організацій», Положенням про умови роботи за сумісництвом працівників державних підприємств, установ, організацій", затвердженим 28.06.1993 р. наказом Міністерства праці та соціальної політики України, Міністерства юстиції України, Міністерства фінансів України.

## Переведення на іншу роботу працівників суб'єкта підприємницької діяльності
Переведення на іншу роботу на тому ж підприємстві, в установі а також переведення на роботу на інше підприємство, в установу, організацію або в іншу місцевість, хоча б разом з підприємством, установою, організацією, допускається тільки за згодою працівника, за винятком випадків, передбачених законодавством.
Не вважається переведенням на іншу роботу і не потребує згоди працівника переміщення його на тому самому підприємстві, в установі, організації на інше робоче місце, в інший структурний підрозділ у тій самій місцевості, доручення роботи на іншому механізмі або агрегаті у межах спеціальності, кваліфікації чи посади, обумовленої трудовим договором. Власник або уповноважений ним орган не має права переміщати працівника на роботу, протипоказану йому за станом здоров'я.
У зв'язку зі змінами в організації виробництва і праці допускається зміна істотних умов праці при продовженні роботи за тією ж спеціальністю, кваліфікацією чи посадою. Про зміну істотних умов праці — систем та розмірів оплати праці, пільг, режиму роботи, встановлення або скасування неповного робочого часу, суміщення професій, зміну розрядів і найменування посад та інших умов — працівник повинен бути повідомлений не пізніше, ніж за два місяці.
Якщо колишні істотні умови праці не можуть бути збережені, а працівник не згоден на продовження роботи: в нових умовах, то трудовий договір припиняється.
Тимчасове переведення працівника на іншу роботу, не обумовлену трудовим договором, допускається лише за його згодою.
Власник або уповноважений ним орган має право перевести працівника строком до одного місяця на іншу роботу, не обумовлену трудовим договором, без його згоди, якщо вона не протипоказана працівникові за станом здоров'я, лише для відвернення або ліквідації наслідків стихійного лиха, епідемій, виробничих аварій, а також інших обставин, які ставлять або можуть поставити під загрозу життя чи нормальні життєві умови людей, з оплатою праці за виконану роботу, але не нижчою, ніж середній заробіток за попередньою роботою.
Забороняється тимчасове переведення на іншу роботу вагітних жінок, жінок, які мають дитину-інваліда або дитину віком до шести років, а також осіб віком до вісімнадцяти років без їх згоди.
В разі простою на підприємстві може здійснюватись тимчасове переведення працівників на іншу роботу.
У таких випадках працівники можуть бути переведені за їх згодою з урахуванням спеціальності і кваліфікації на іншу роботу на тому ж підприємстві, в установі, організації на весь час простою або на інше підприємство, в установу, організацію, але в тій самій місцевості на строк до одного місяця.

## Підстави для розірвання трудового договору
Припинення трудового договору — це юридичний факт, що є підставою для припинення трудових правовідносин.
Підставами припинення трудового договору є:
1. згода сторін;
2. закінчення строку трудового договору, крім випадків, коли трудові відносини фактично тривають і жодна з сторін не поставила вимогу про їх припинення;
3. призов або вступ працівника на військову службу, направлення на альтернативну (невійськову) службу;
4. розірвання трудового договору з ініціативи працівника, з ініціативи власника або уповноваженого ним органу або на вимогу профспілкового, чи іншого уповноваженого на представництво трудовим колективом органу;
5. переведення працівника за його згодою на інше підприємство, в установу, організацію або перехід на виборну посаду;
6. відмова працівника від переведення, та роботу в іншу місцевість разом з підприємством, установою, організацією, а також відмова від продовження роботи у зв'язку із зміною істотних умов праці;
7. набрання законної сили вироку суду, яким працівника засуджено (крім випадків звільнення від відбування покарання з випробуванням) до позбавлення волі або до іншого покарання, яке виключає можливість продовження даної роботи;
8. підстави, передбачені контрактом.

Зміна підпорядкованості підприємства, установи, організації не припиняє дії трудового договору.
У разі зміни власника підприємства, а також у разі його реорганізації (злиття, приєднання, поділу, виділення, перетворення) дія трудового договору працівника продовжується. Припинення трудового договору з ініціативи власника або уповноваженого ним органу можливе лише у разі скорочення чисельності або штату працівників.
Працівник має право розірвати трудовий договір, укладений на невизначений строк, попередивши про це власника або уповноважений ним орган письмово за два тижні. У разі, коли заява працівника про звільнення з роботи за власним бажанням зумовлена неможливістю продовжувати роботу (переїзд на нове місце проживання; переведення чоловіка або Дружини на роботу в іншу місцевість; вступ до навчального закладу; неможливість проживання у даній місцевості, підтверджена медичним висновком; вагітність; догляд за дитиною до досягнення нею чотирнадцятирічного віку або дитиною-інвалідом; догляд за хворим членом сім'ї відповідно до Умови оплати праці та матеріального забезпечення працівників, з якими укладається контракт, визначаються угодою сторін. Розміри виплат не можуть бути меншими, ніж передбачено чинним законодавством, угодами і колективним договором, і залежать від виконання умов контракту.
У контракті можуть також визначатись умови підвищення або зниження обумовленого сторонами розміру оплати праці, встановлення доплат і надбавок, премій, винагород за підсумками роботи за рік чи інший період, участі у прибутках підприємства, установи, організації (якщо це передбачено чинним законодавством та їхніми статутами) чи громадянина-підприємця. В ньому можуть бути зафіксовані особливі умови праці за окремими професіями і видами робіт, з урахуванням їх специфіки та професійних особливостей.
У контракті можуть передбачатися додаткові пільги, гарантії та компенсації, не встановлені чинним законодавством, за рахунок коштів роботодавця.
Якщо умовами контракту передбачається переїзд працівника на роботу в іншу місцевість, сторони визначають у контракті умови, гарантії й компенсації такого переїзду та умови забезпечення працівника (а в разі необхідності і членів його сім'ї) житловою площею або оплату витрат за найм (піднайм) житлового приміщення чи користування готелем.
У контракті визначаються режими робочого часу і часу відпочинку працівника. Тривалість відпустки працівника не може бути меншою від встановленої законодавством для цієї категорії працівників.
Якщо для службових поїздок працівник використовуватиме власний автомобіль, сторони передбачають умови виплати відповідної компенсації.
За угодою сторін у контракті можуть визначатися й інші умови організації праці, необхідні для виконання зобов'язань, взятих на себе сторонами.
У контракті можуть визначатися додаткові, крім встановлених чинним законодавством, підстави його розірвання.
Контракт повинен передбачати зобов'язання роботодавця щодо компенсації моральної та матеріальної шкоди, заподіяної працівникові у разі дострокового розірвання контракту:
- працівником — з причин невиконання чи неналежного виконання роботодавцем зобов'язань, передбачених контрактом;
- роботодавцем — з підстав, не передбачених чинним законодавством та контрактом. Контрактом можуть встановлюватися додаткові гарантії працівникові на випадок дострокового припинення контракту; з незалежних від працівника.

Контрактом не може бути:
- змінено порядок розгляду індивідуальних трудових спорів;
- запроваджено по відношенню до працівника повної матеріальної відповідальності, крім випадків, передбачених законодавством.

У разі розірвання контракту з ініціативи роботодавця з підстав, зазначених у контракті, але не передбачених чинним законодавством, звільнення проводиться з урахуванням гарантій, встановлених чинним законодавством і контрактом.
У разі невиконання або неналежного виконання сторонами зобов'язань, передбачених у контракті, його може бути достроково розірвано з Попередженням відповідної сторони за два тижні.

Контракт підлягає розірванню достроково; на вимогу працівника в разі його хвороби або інвалідності, які перешкоджають виконанню роботи за контрактом, порушення роботодавцем законодавства про працю, невиконання чи неналежного виконання роботодавцем зобов'язань, передбачених контрактом, та з інших поважних причин.
За два місяці до закінчення строку чинності контракту за угодою сторін його може бути продовжено або укладено на новий строк.
Спори між сторонами контракту розглядаються в установленому чинним законодавством порядку
медичного висновку або інвалідом І групи; вихід на пенсію; прийняття на роботу за конкурсом, а також з інших поважних причин), власник або уповноважений ним орган повинен розірвати трудовий договір у строк, про який просить працівник.
Якщо працівник після закінчення строку попередження про звільнення не залишив роботи і не вимагає розірвання трудового договору, власник або уповноважений ним орган не вправі звільнити його за поданою раніше заявою, крім випадків, коли на його місце запрошено іншого працівника, якому відповідно до законодавства не може бути відмовлено в укладенні трудового договору.
Працівник має право у визначений ним строк розірвати трудовий договір за власним бажанням, якщо власник або уповноважений ним орган не дотримується законодавства про працю, умов колективного чи трудового договору.
Строковий трудовий договір підлягає розірванню достроково на вимогу працівника в разі його хвороби або інвалідності, які перешкоджають виконанню роботи за договором, порушення власником або уповноваженим ним органом законодавства про працю, колективного або трудового договору.
Якщо після закінчення строку трудового договору трудові відносини фактично тривають і жодна із сторін не вимагає їх припинення, дія цього договору вважається продовженою на невизначений строк.
Трудовий договір, укладений на невизначений строк, а також строковий трудовий договір до закінчення строку його чинності можуть бути розірвані власником або уповноваженим ним органом лише у випадках:
1) змін в організації виробництва і праці, в тому числі ліквідації, реорганізації, банкрутства або перепрофілювання підприємства, установи, організації, скорочення чисельності або штату працівників;
2) виявленої невідповідності працівника займаній посаді або виконуваній роботі внаслідок недостатньої кваліфікації або стану здоров'я, які перешкоджають продовженню цієї роботи;
3) систематичного невиконання працівником без поважних причин обов'язків, покладених на нього трудовим договором або правилами внутрішнього трудового розпорядку, якщо до працівника раніше застосовувалися заходи дисциплінарного чи громадського стягнення;
4) прогулу (в тому числі відсутності на роботі більше трьох годин протягом робочого дня) без поважних причин;
5) нез'явлення на роботу протягом більш як чотирьох місяців підряд внаслідок тимчасової непрацездатності, не рахуючи відпустки по вагітності і родах, якщо законодавством не встановлений триваліший строк збереження місця роботи (посади) при певному захворюванні. За працівниками, які втратили працездатність у зв'язку з трудовим каліцтвом або професійним захворюванням, місце роботи (посада) зберігається до відновлення працездатності або встановлення інвалідності;
6) поновлення на роботі працівника, який раніше виконував цю роботу;
7) появи на роботі в нетверезому стані, у стані наркотичного або токсичного сп'яніння;
8) вчинення за місцем роботи розкрадання (в тому числі дрібного) майна власника, встановленого вироком суду, що набрав законної сили, чи постановою органу, до компетенції якого входить накладення адміністративного стягнення або застосування заходів громадського впливу.
Не допускається звільнення працівникз і ініціативи власника або уповноваженого ним органу в період його тимчасової непрацездатності (крім звільнення у випадку вказаному вище (пункт 5), а також у період перебування працівника у відпустці. Це правило не поширюється на випадок повної ліквідації підприємства, установи, організації.
Мають місце також додаткові підстави розірвання трудового договору з ініціативи власника або уповноваженого ним органу з окремими категоріями працівників за певних умов.
В цьому разі трудовий договір може бути розірваний у таких випадках:
— одноразового грубого порушення трудових обов'язків керівником підприємства, установи, організації всіх форм власності (філіалу, представництва, відділення та іншого відокремленого підрозділу), його заступниками, головним бухгалтером підприємства, установи, організації всіх форм власності, його заступниками, а також службовими особами митних органів, державних податкових інспекцій, яким присвоєно персональні звання, і службовими особами державної контрольно-ревізійної служби та органів державного контролю за цінами;
— дій керівника підприємства, установи, організації, внаслідок яких заробітна плата виплачувалася несвоєчасно або в розмірах, нижчих від установленого законом розміру мінімальної заробітної плати;
— дій працівника, який безпосередньо обслуговує грошові або товарні цінності, якщо ці дії дають підстави для втрати довіри до нього з боку власника або уповноваженого ним органу;
— вчинення працівником, який виконує виховні функції, аморального вчинку, не сумісного з продовженням даної роботи.
При скороченні чисельності чи штату працівників у зв'язку із змінами в організації виробництва і праці переважне право залишитися на роботі надається працівникам з більш високою кваліфікацією і продуктивністю праці.
При рівних умовах продуктивності праці і кваліфікації перевага в залишенні на роботі надасться: — сімейним — при наявності двох і більше утриманців; — особам, в сім'ї яких немає інших працівників з самостійним заробітком; — працівникам з тривалим безперервним стажем роботи на даному підприємстві, в установі, організації;
— працівникам, які навчаються у вищих і середніх спеціальних навчальних закладах без відриву від виробництва;
— учасникам бойових дій, інвалідам війни та особам, на яких поширюється чинність Закону України «Про Статус ветеранів війни, гарантії їх соціального захисту»;
— авторам винаходів, корисних моделей, промислових зразків і раціоналізаторських пропозицій; — працівникам, які дістали на цьому підприємстві, в установі, організації трудове каліцтво або професійне захворювання;
— особам з числа депортованих з України, протягом п'яти років, з часу повернення на постійне місце проживання до України;
— працівникам з числа колишніх військовослужбовців строкової служби та осіб, які проходили альтернативну (невійськову) службу, — протягом двох років з дня звільнення їх зі служби.
Розірвання трудового договору з більшості підстав може бути проведено лише за попередньою згодою виборного органу первинної профспілкової організації, членом якої є працівник.
Профспілковий орган у п'ятнадцятиденний строк розглядає обґрунтоване письмове подання власника або уповноваженого ним органу про розірвання трудового договору з працівником.
Подання власника або уповноваженого ним органу має розглядатися у присутності працівника, на якого воно внесено. Розгляд подання у разі відсутності працівника допускається лише за його письмовою заявою. За бажанням працівника від його імені може виступати інша особа, у тому числі адвокат. Якщо працівник або його представник не з'явився на засідання, розгляд заяви відкладається до наступного засідання. У разі повторної неявки працівника (його представника) без поважних причин подання може розглядатися за його відсутності.
Якщо виборний орган профспілкової організації не утворюється, згоду на розірвання трудового договору дає керівник профспілкової організації.
Профспілковий орган повідомляє власника або уповноважений ним орган про прийняття рішення у письмовій формі в триденний строк після його прийняття. У разі пропуску цього строку вважається, що профспілковий орган дав згоду на розірвання трудового договору.
Якщо розірвання трудового договору з працівником проведено власником або уповноваженим ним органом без звернення до профспілкового органу, суд зупиняє провадження по справі, запитує згоду профспілкового органу і після її одержання або відмови в дачі згоди на звільнення працівника розглядає спір по суті.
Розірвання трудового договору з ініціативи власника або уповноваженого ним органу без згоди профспілкового органу допускається у випадках: — ліквідації підприємства, установи, організації;
— незадовільного результату випробування, обумовленого при прийнятті на роботу;
— звільнення з суміщуваної роботи у зв'язку з прийняттям на роботу іншого працівника, який не є сумісником, а також у зв'язку з обмеженнями на роботу за сумісництвом, передбаченими законодавством;
— поновлення на роботі працівника, який раніше виконував цю роботу;
— звільнення працівника, який не є членом первинної профспілкової організації, що діє на підприємстві, в установі, організації;
— звільнення працівника з підприємства, установи, організації, де немає первинної профспілкової організації;
— звільнення керівника підприємства,; установи, організації (філіалу, представництва, відділення та іншого відокремленого підрозділу), його заступників, головного бухгалтера підприємства, установи, організації, його заступників, а також службових осіб митних органів, державних податкових інспекцій, яким присвоєно персональні звання, і службових осіб державної контрольно-ревізійної служби та органів державного контролю за цінами; керівних працівників, які обираються, затверджуються або призначаються на посади державними органами, органами місцевого та регіонального самоврядування, а також громадськими організаціями та іншими об'єднаннями громадян; — звільнення працівника, який вчинив за місцем роботи розкрадання (в тому числі дрібне) майна власника, встановлене вироком суду, що набрав законної сили, чи постановою органу, до компетенції якого входить накладення адміністративного стягнення або застосування заходів громадського впливу.
Власник або уповноважений ним орган зобов'язаний в день звільнення видати працівникові належно оформлену трудову книжку і провести з ним розрахунок.
Трудова книжка — це основний документ про трудову діяльність працівника.
Трудові книжки ведуться на всіх працівників, які працюють на підприємстві, в установі, організації або у фізичної особи понад п'ять днів. Працівникам, що стають на роботу вперше, трудова книжка оформляється не пізніше п'яти днів після прийняття на роботу.
До трудової книжки заносяться відомості про роботу, заохочення та нагороди за успіхи в роботі на підприємстві, в установі, організації.